# Woodsia kangdingensis
Woodsia kangdingensis är en hällebräkenväxtart som beskrevs av H. S. Kung, L. B. Zhang och X. S. Guo. Woodsia kangdingensis ingår i släktet Woodsia och familjen Woodsiaceae. Inga underarter finns listade.